# Srae Sdok
Srae Sdok es una comuna (khum) del distrito de Kandieng, en la provincia de Pursat, Camboya. En marzo de 2008 tenía una población estimada de 10 954 habitantes.
Se encuentra ubicada al oeste del país, a escasa distancia del río Stung Pursat —tributario del lago Sap (Tonlé Sap)— y de la frontera con Tailandia.